# Alice in Wonderland (1933)
Alice in Wonderland is een Amerikaanse dramafilm uit 1933 onder regie van Norman Z. McLeod. Het scenario is gebaseerd op de gelijknamige roman uit 1865 van de Britse auteur Lewis Carroll.

## Verhaal
Alice droomt dat ze het land achter de spiegel bezoekt. Daar gebeuren vreemde dingen met haar. Ze verandert voortdurend van lengte en leert allerlei vreemde schepsels kennen.

## Rolverdeling
| Acteur                | Personage         |
| --------------------- | ----------------- |
| Richard Arlen         | Kolderkat         |
| Roscoe Ates           | Vis               |
| William Austin        | Griffioen         |
| Gary Cooper           | Witte Ridder      |
| Leon Errol            | Oom Gilbert       |
| Louise Fazenda        | Witte Koningin    |
| W.C. Fields           | Humpty Dumpty     |
| Alec B. Francis       | Hartenkoning      |
| Richard Gallagher     | Konijn            |
| Cary Grant            | Schildpad         |
| Lillian Harmer        | Kok               |
| Raymond Hatton        | Muis              |
| Charlotte Henry       | Alice             |
| Sterling Holloway     | Kikker            |
| Edward Everett Horton | Gekke Hoedenmaker |